# Mario Testino
Mario Eduardo Testino Silva OBE HonF (* 30. října 1954) je peruánský módní a portrétní fotograf. Jeho práce se mezinárodně objevily v časopisech jako Vogue, V Magazine, Vanity Fair nebo Gentlemen's Quarterly. Vytvořil také snímky pro značky jako Gucci, Burberry, Versace, Michael Kors, Chanel, Stuart Weitzman, Carolina Herrera nebo Estée Lauder. Vedle své praxe fotografa Testino také pracoval jako kreativní ředitel, hostující redaktor, zakladatel muzea, sběratel a spolupracovník umění a podnikatel. Jeho profesionální práci fotografa provázela četná obvinění ze sexuálního obtěžování a napadení ze strany jeho subjektů.
Aaron Hicklin z The Observer ho popsal jako „nejplodnějšího světového časopiseckého a módního fotografa“.

## Raný život
Testino se narodil a vyrostl v Limě v dobře situované římskokatolické rodině. Byl nejstarší ze šesti dětí a je španělského, italského a irského původu. Navštěvoval katolickou školu Santa Maria Marianistas. Jako dítě chtěl být knězem.
Testino studoval ekonomii na La Universidad del Pacífico  následované Pontificia Universidad Catolica del Peru a University of San Diego.
V roce 1976 odešel do Londýna studovat fotografii poté, co opustil studia ekonomie, práva a mezinárodních vztahů. Bylo to během učňovských studií v ateliérech Johna Vickerse a Paula Nugenta, kdy udělal první pokusy jako fotograf. Žil ve skromném společném domě, který byl přeměněn z nemocnice, bez velkých nákladů, financoval se z práce číšníka. Nechal si obarvit vlasy na růžovo, což mu pomohlo získat pozornost jako fotografa  a inspirovat se u britského módního fotografa celebrit Cecila Beatona. Londýn byl městem, které mu umožnilo expresivně vzkvétat bez omezení, která měl v Peru.
Jeho práce se poprvé objevila ve Vogue v roce 1983.
Na začátku 90. let hledal Testino inspiraci ve svém dětství vyrůstajícím v Peru a létech dospívání v Brazílii, což mu pomohlo utvářet jeho fotografický rukopis.

## Kariéra
Testino se stal jedním z nejznámějších a nejuznávanějších módních fotografů. Zdokumentoval témata od hvězd A-listu, hudebníků, supermodelek a umělců i témata, se kterými se setkal na svých cestách. Jeho práce byly uvedeny v časopisech jako Vogue, V Magazine, Vanity Fair, Gentlemen's Quarterly, LOVE, Allure a VMan. Jeho díla byla na 18. výstavách a publikováno ve více než 16. knihách. Suzy Menkes, mezinárodní redaktorka Vogue, vysvětluje: "Testinovou dovedností je především zachytit okamžik a probudit ve svých subjektech lidskost."
Některá z Testinových nejznámějších prací pochází z jeho portrétů královské rodiny, nejznámější je jeho série s Dianou, princeznou z Walesu v roce 1997. Pověřený pro Vanity Fair řekl: „[Diana] mi otevřela dveře, protože jsem pak začal rozsáhle fotografovat evropské královské rodiny... to podtrhuje mou lásku k tradici, ke způsobu, jak ukázat rodinu a dlouhověkost lidí.“ Testino byl také oficiálním fotografem portrétů vévody a vévodkyně z Cambridge u příležitosti jejich zasnoubení v prosinci 2010. V červenci 2015 pořídil oficiální fotografie britské královské rodiny po křtu princezny Charlotte z Cambridge v Sandringham Estate. Podobným způsobem fotografoval mnoho dalších královských rodin.
Spolupráce Testina s Tomem Fordem a módní stylistkou Carine Roitfeldovou na provokativních reklamních kampaních v polovině 90. let je všeobecně uznávána za to, že vedla k oživení společnosti Gucci jako významného módního domu.
Anna Wintourová, šéfredaktorka amerického Vogue, uvedla: „módní fotografie je nelehký mix umění a komerce a myslím, že tomu nikdo nerozumí lépe než Mario“.
Aaron Hicklin z The Observer ho popsal jako „nejplodnějšího světového časopiseckého a módního fotografa“. Jeho vytrvalost fotografování Gisele Bündchenové a Kate Moss je široce připisována zvýšení jejich postavení supermodelky. Testino na svém instagramovém účtu v roce 2013 spustil „Towel Series“, ve které vystupují vlivní lidé, včetně hudebníků, herců a modelek, a na sobě mají pouze ručníky. Série se stala široce replikována jeho následovníky na sociální platformě a velmi žádaná mezi celebritami.
Terence Pepper, kurátor fotografie v National Portrait Gallery v Londýně, Testino dostal přezdívku „ John Singer Sargent naší doby“. Výstava Portréty v galerii z roku 2002 přilákala více návštěvníků než kterákoli jiná výstava v historii muzea v té době. Deset let měla nejvyšší návštěvnost ze všech výstav, které se zde kdy konaly. Během následujících čtyř let výstava putovala po celém světě. Autorovo dílo bylo vystaveno v muzeích po celém světě, včetně nadace Helmuta Newtona v Berlíně (Undressed, 2017) Shanghai Art Museum (Private View, 2012) a National Portrait Gallery v Londýně (Portraits, 2002).
Bylo publikováno více než 17 knih jeho fotografií, včetně Ciao, Sir, MaRIO DE JANEIRO Testino a Kate Moss od Maria Testina, všechny vydal TASCHEN; a také Alta Moda a Pasito a Paso, které vydalo Museo MATE.
Testinova osobní umělecká sbírka byla předmětem dvou výstav. První, Somos Libres v roce 2013 byla v MATE - Museo Mario Testino v Limě, Peru. Druhá instalace v roce 2014, Somos Libres II se uskutečnila v Pinacoteca Giovanni e Marella Agnelli v Turíně v Itálii. Jeho vztah k výtvarnému umění se rozvinul díky častým návštěvám galerií a uměleckých studií a spolupracoval na tvorbě děl s umělci jako jsou například Keith Haring, Vik Muniz, John Currin a Julian Schnabel.
Dne 14. ledna 2014 získal Testino čestné ocenění OBE od britského ministra kultury Eda Vaizeye jako uznání jeho kariéry a charitativní práce.
V roce 2011 mu Královská fotografická společnost udělila čestné stipendium. Ty se udělují významným osobnostem, které mají ze své pozice nebo dosažených výsledků důvěrné spojení s vědou nebo výtvarným uměním fotografie nebo jejich aplikací. Ve stejném roce GQ také udělila Testinovi cenu Man of the Year Inspiration Award.
V Latinské Americe mu byla udělena hodnost Velkého kříže Řádu za zásluhy v Peru (25. května 2010) a Tiradentesova medaile v Brazílii (2007).
V rámci módního a zábavního průmyslu obdržel Walpole Ward za služby luxusnímu průmyslu (2009), Rodeo Drive Walk of Style Award (2005) a British Style Award (2003).
Aby zvýšil povědomí o hodnotě a kráse kulturního dědictví po celém světě, spustil Testino svůj dosud nejambicióznější projekt: „Krásný svět“. Nové dílo vrhá jedinečný reflektor na bohaté kulturní dědictví tradičních komunit a lidí po celém světě.

### Vybraní klienti
Allure, Burberry, Calvin Klein, Carolina Herrera, Roberto Cavalli, Chanel, Cîroc, Dolce & Gabbana, Estée Lauder, Etro, Fabergé, Ferragamo, Furla, Gap, GQ, Gucci, Givenchy, Harper's Bazaar, Hugo Boss, Iguatemi, Lancôme, Loewe, The Macallan, Massimo Dutti, Mercedes Benz, Michael Kors, Missoni, Ochirly, Ralph Lauren, Revlon, Stefanel, St John, Stuart Weitzman, Shiseido, Shanghai Tang, Sonia Rykiel, Tod's, Trussardi, V Magazine, Valentino, Vanity Fair, Versace, VMAN, Vogue (americké, brazilské, britské, čínské, holandské, francouzské, německé, italské, japonské, ruské a španělské vydání), Wolford.

### Díla a výstavy
Viz: Seznam děl a výstav Maria Testina

## Obvinění ze sexuálního obtěžován
V lednu 2018 The New York Times zveřejnil článek, ve kterém byl Testino obviněn 13 mužskými asistenty a modely, kteří s ním spolupracovali, ze sexuálního obtěžování, vykořisťování a napadení. Na jeho chování během kampaní v 90. letech si stěžovali modelové Roman Barrett, Jason Fedele a Ryan Locke. V návaznosti na obvinění (která se týkala chování fotografa Bruce Webera) Condé Nast oznámila, že „jim v dohledné době nezadají žádnou novou práci“.
Další obvinění ohlásil The New York Times proti Testinovi 3. března 2018. Čtyři z pěti nových obvinění popsali své incidenty, ke kterým došlo během roku 2010 nebo po něm. Testino všechna obvinění popřel. Celkový počet lidí veřejně obviňujících Testina ze sexuálního napadení vzrostl na 18.
Dne 3. dubna 2024 zveřejnil The Hollywood Reporter rozhovor s Alanem Ritchsonem, v němž hvězda seriálu Jack Reacher komentuje předchozí obvinění proti Testinovi a Bruce Weberovi, o nichž informoval The New York Times.

## Filantropie
Testino byl oceněn za své příspěvky k mnoha neziskovým účelům a charitativním organizacím prostřednictvím různých cen a uznání. V roce 2010 byl jmenován jedním z nejvyšších vyznamenání ve své rodné zemi, Velkým křížem za zásluhy v Peru, a v roce 2014 se stal předsedou představenstva World Monuments Fund Peru.
Ve své roli velvyslance Save the Children pomohl získat finanční prostředky na vybudování kliniky El Salvador v okrese Pueblo Nuevo, Chincha v jeho rodném Peru. Klinika byla postavena pro děti s tuberkulózou v oblasti těžce postižené ničivým zemětřesením, které v srpnu 2007 zasáhlo pobřeží Peru. Salvadorská klinika byla zcela financována z prodeje jediného výtisku z jeho portrétů princezny Diany, vydraženého za 100 000 liber.
Pomohl získat finanční prostředky pro Nadaci Naked Heart Natalie Vodianové na vybudování hřiště v moskevské dětské nemocnici specializované na rakovinu. Je to příčina blízká jeho srdci, protože jeho bratr zemřel na tuto nemoc ve věku 10 let.
Museo Mario Testino bylo založeno, aby se chovalo jako dynamická platforma pro peruánské umění prostřednictvím kultivace a propagace kultury a dědictví.
Testino obnovil zámek o rozloze 13 000 m² postavený v roce 1898, který je domovem stálé expozice jeho děl spolu s dočasným výstavním prostorem pro peruánské a mezinárodní umělce.

## Ceny a ocenění
| Rok  | Ocenění nebo událost                                  | Poznámky                                                                                             | Místo                   |
| ---- | ----------------------------------------------------- | --- | ----------------------- |
| 2017 | Rytíř Řádu čestné legie                               | for services to culture, French residences                                                           | Lima, Peru              |
| 2016 | Clio Fashion & Beauty Lifetime Achievement Award      | 57th Annual Award Show                                                                               | New York City           |
| 2016 | Business of Fashion Global VOICES Award               | „za vynikající úspěchy v módě a vzorový dopad na širší svět“ – ocenění od Business of Fashion VOICES | Oxfordshire, UK         |
| 2015 | International Center of Photography Infinity Award    | Special Presentation                                                                                 | New York City           |
| 2014 | Honorary Officer of the Order of the British Empire   | za zásluhy o fotografii a charitativní činnost                                                       | Londýn                  |
| 2014 | Best Photographer in the World Award                  | Španělský Vogue                                                                                      | Madrid, Španělsko       |
| 2012 | AmfAR Inspiration Award                               | | São Paulo, Brazil       |
| 2011 | British GQ Man of the Year                            | Inspiration Award                                                                                    | Londýn                  |
| 2011 | El Museo del Barrio Lifetime Achievement Award        | | New York City           |
| 2011 | Honorary Fellowship of The Royal Photographic Society | | Bath, UK                |
| 2011 | Moët & Chandon Étoile Award                           | | Londýn                  |
| 2011 | Queen Sofía Spanish Institute Gold Medal              | | New York City           |
| 2010 | Velkokříž Řádu zásluh za vynikající službu“ v Peru    | | Lima, Peru              |
| 2009 | Walpole Award for services to the luxury industry     | | Londýn                  |
| 2008 | ASME National Magazine Award                          | “Best Fashion Cover” for the September 2007 edition of Vanity Fair                                   | New York City           |
| 2008 | Commitment Award                                      | United Nations and Women Together                                                                    | New York City           |
| 2008 | Hero Award                                            | Aid for Aids                                                                                         | New York City           |
| 2007 | The Tiradentes Medal                                  | | Rio de Janeiro, Brazil  |
| 2005 | Rodeo Drive Walk of Style Award                       | | Los Angeles, California |
| 2004 | Doctor Emeritus of the University of the Arts London  | | Londýn                  |
| 2003 | British Style Award                                   | | Londýn                  |
| 2003 | Elle Style Award                                      | | Londýn                  |

## Mario Testino na fotografiích

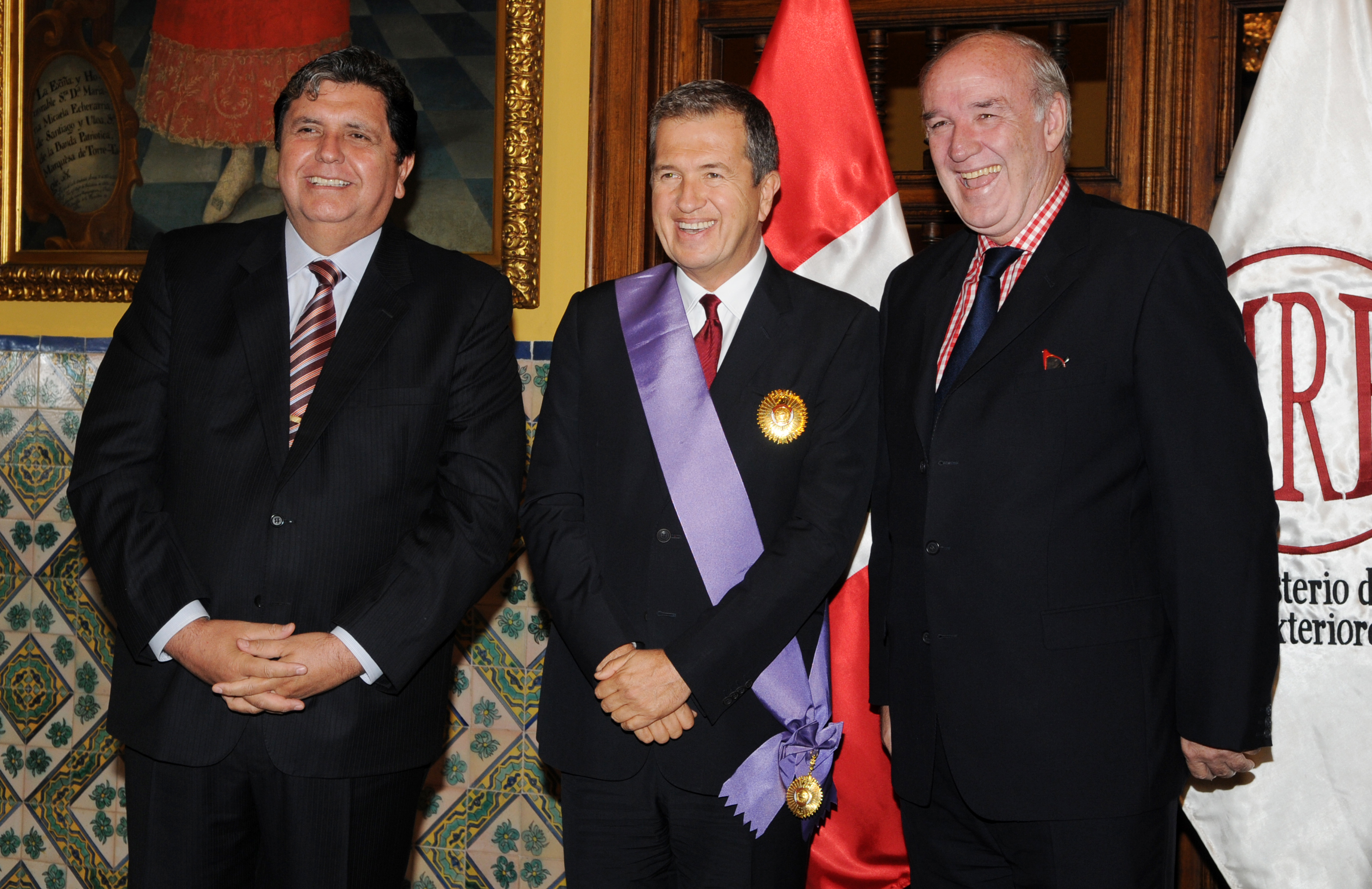
Za přítomnosti prezidenta republiky Alana Garcíi Péreze udělil kancléř José A. García Belaunde renomovanému peruánskému fotografovi Mariu Testinovi Řád za zásluhy, 2010
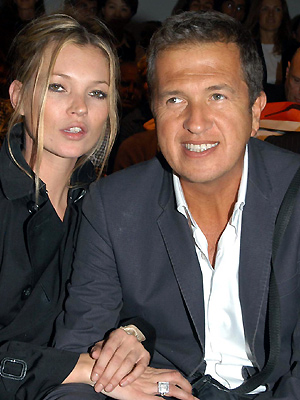
Mario Testino a Kate Moss, 2007
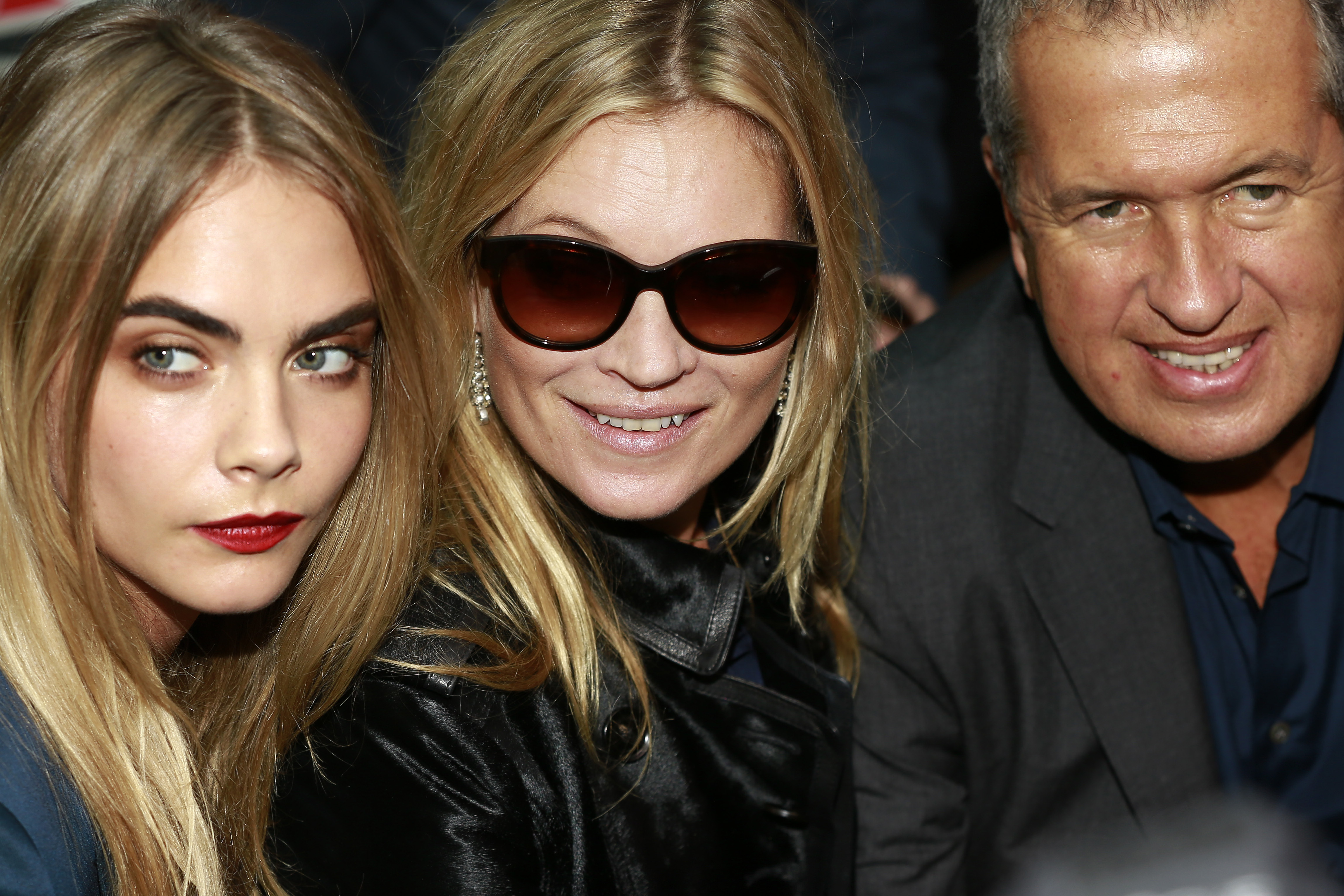
Mario Testino, Kate Moss a Cara Delevingne, 2014
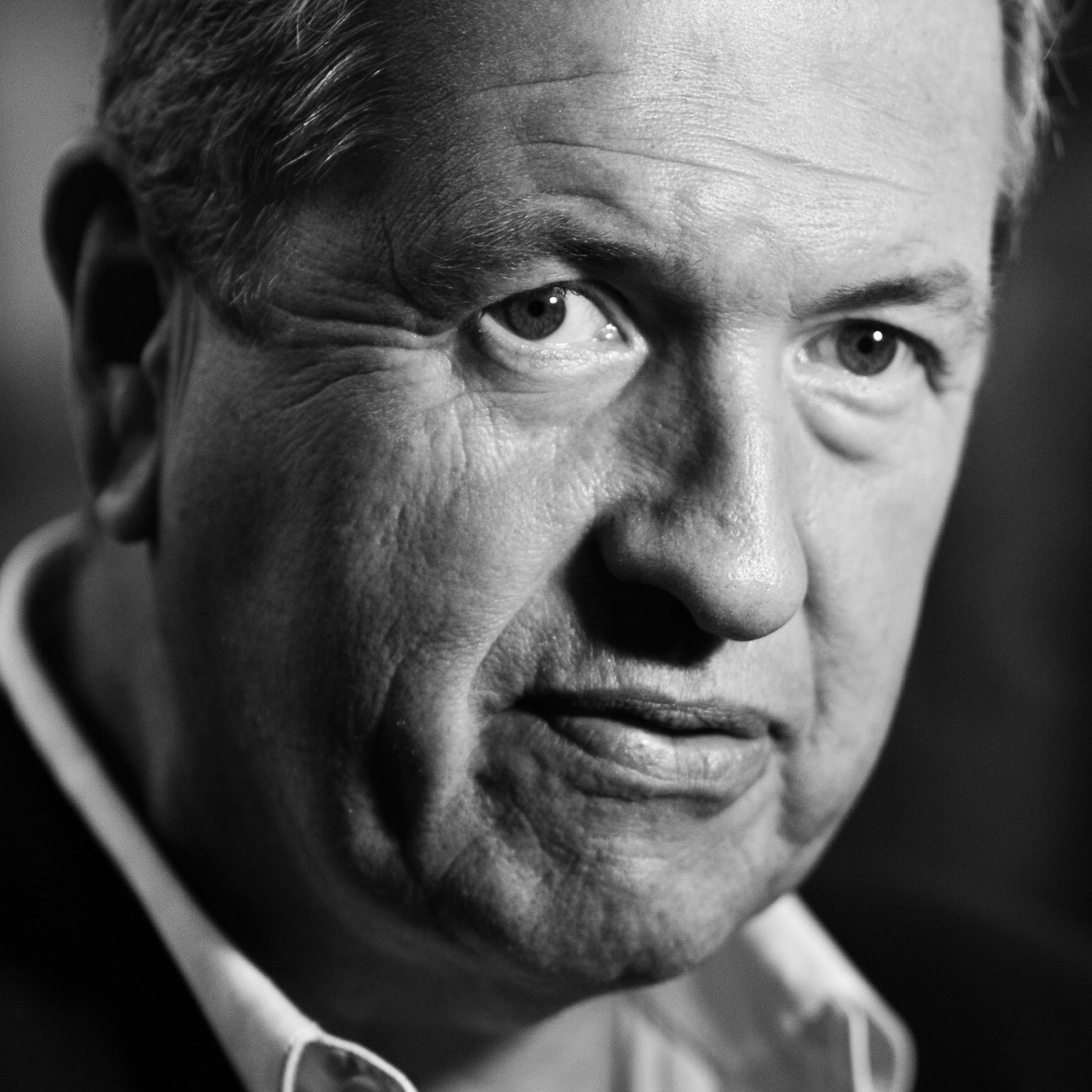
Mario Testino, 2014

## Museo Mario Testino

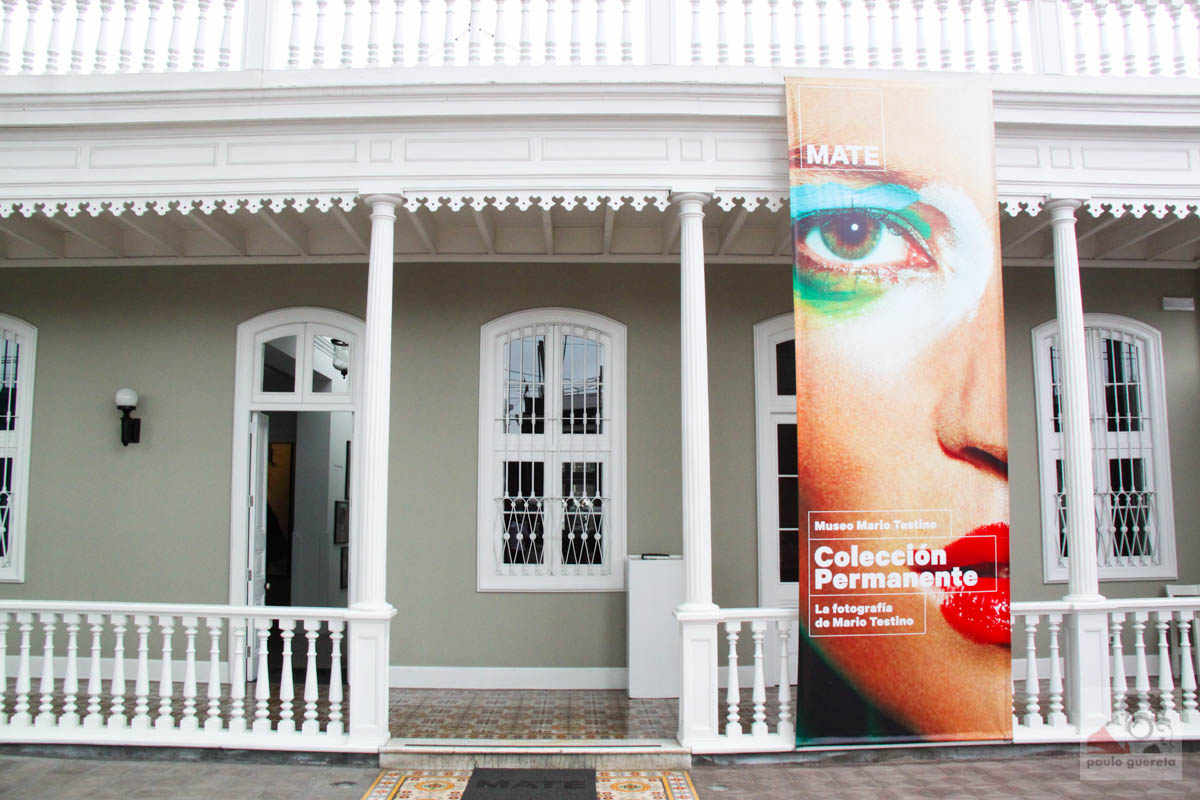
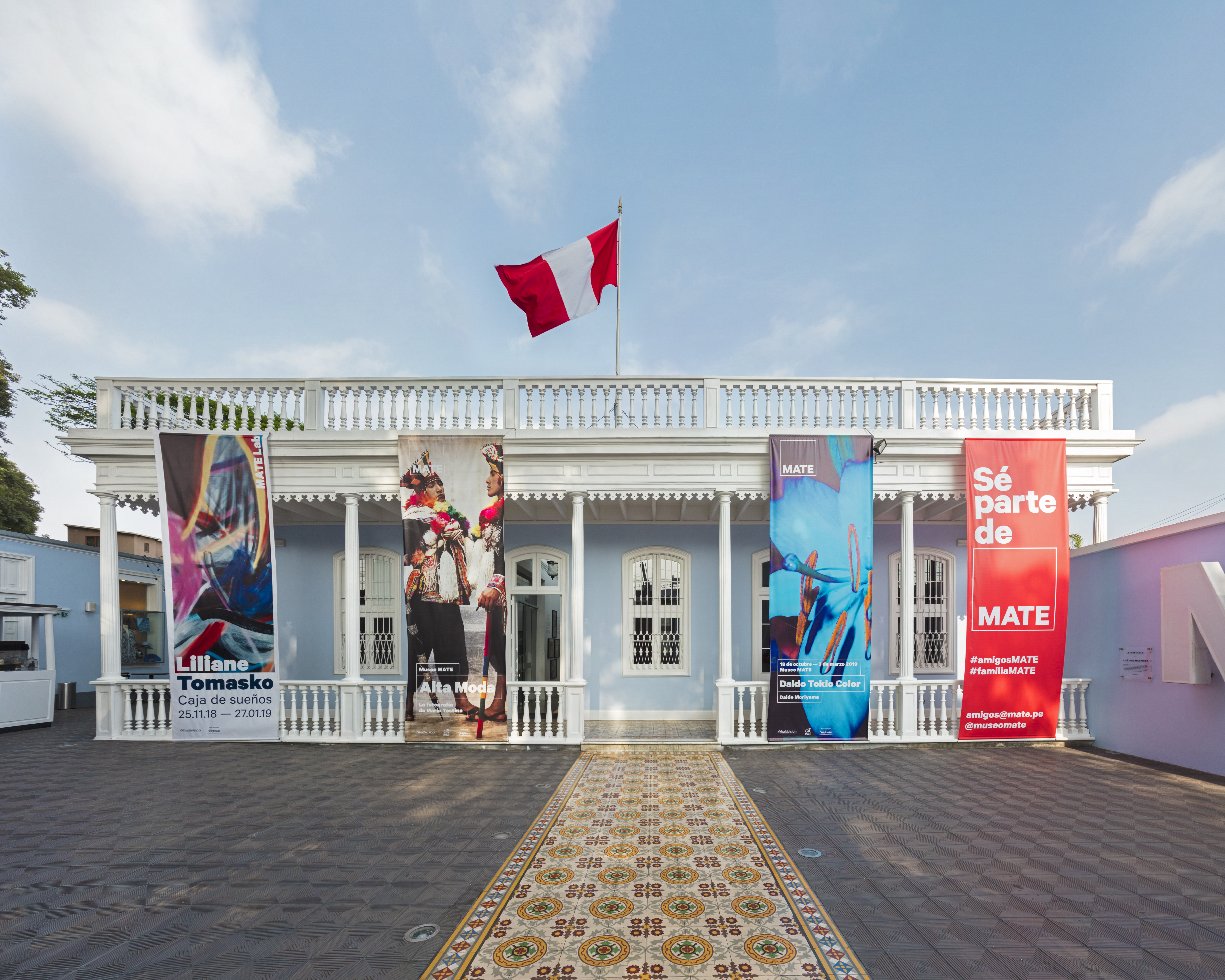
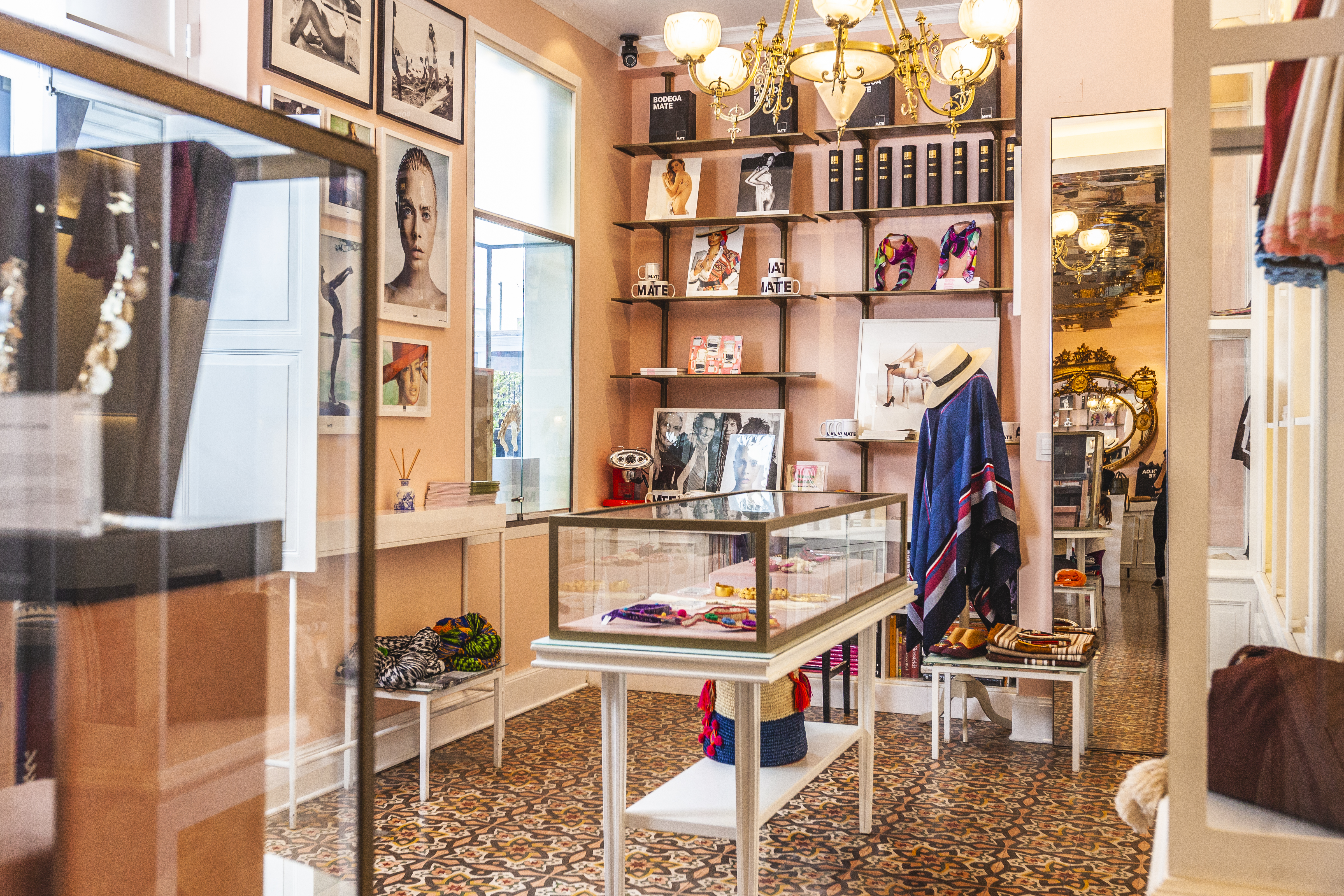
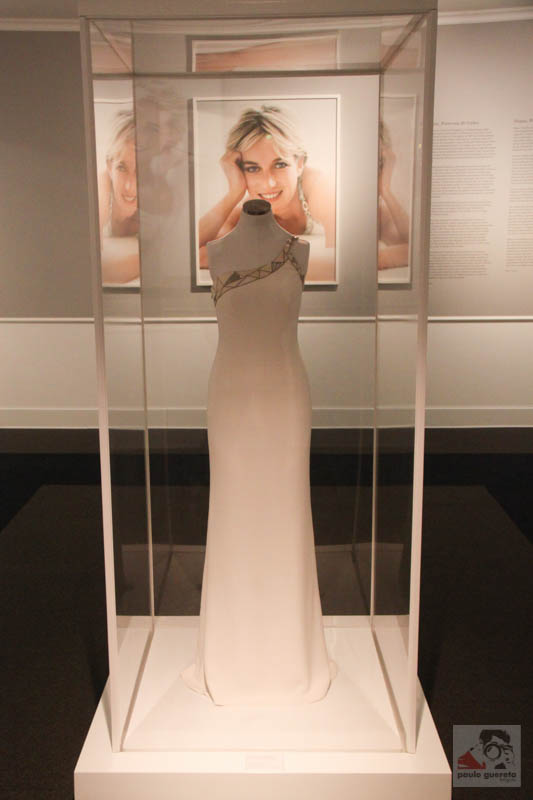
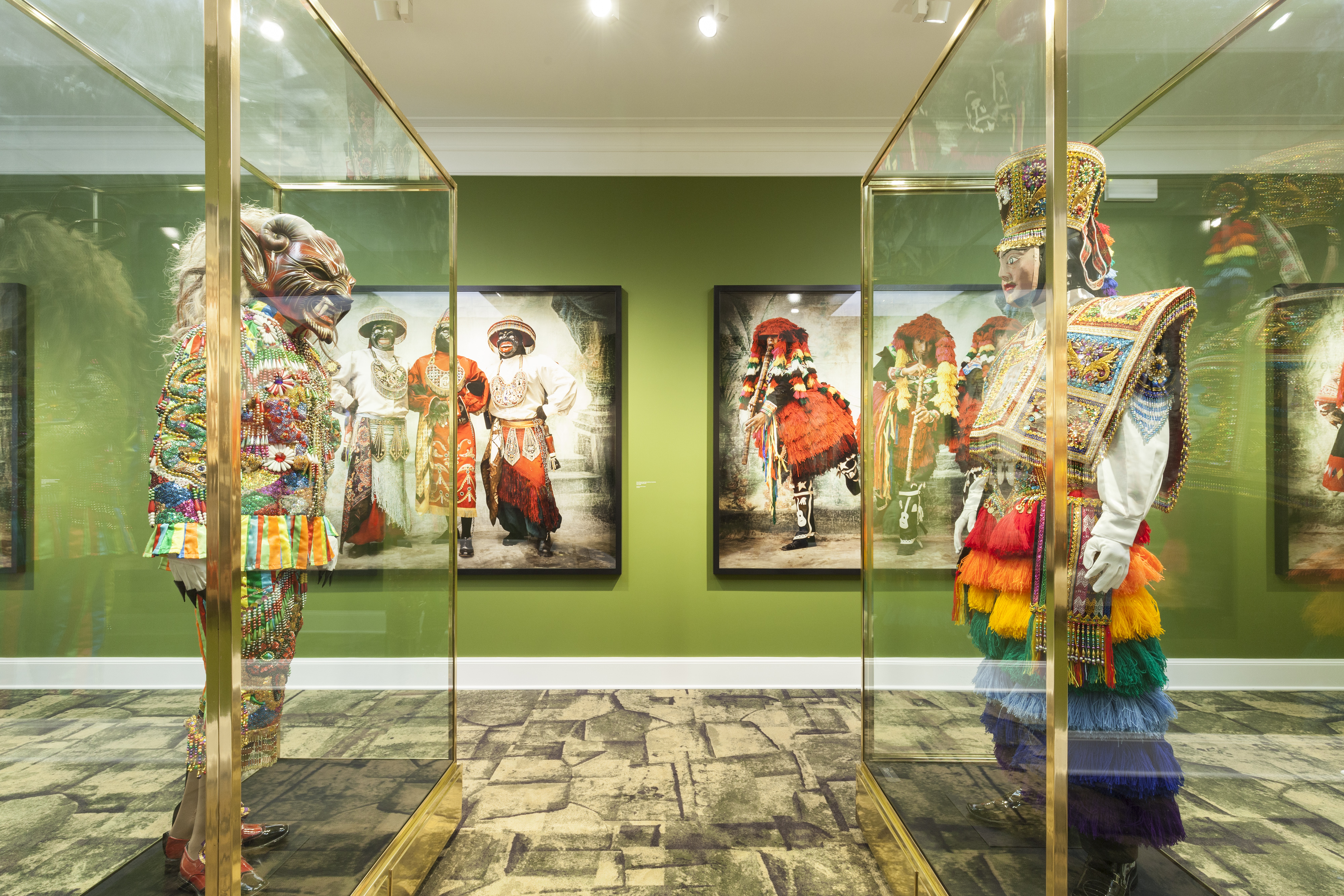